# かぐや姫 (小惑星)
かぐや姫（かぐやひめ、7991 Kaguyahime）は、小惑星帯の小惑星である。1981年10月30日に東京天文台木曽観測所で香西洋樹と古川騏一郎によって発見された。
『竹取物語』に登場するかぐや姫にちなんで命名された。